# Rutilia caeruleata
Rutilia caeruleata là một loài ruồi trong họ Tachinidae.